# Cindy Dolenc
Cindy Dolenc (* 3. August 1976 in Toronto, Ontario) ist eine kanadische Schauspielerin. 

## Leben und Leistungen
Sie wuchs bei ihrer Mutter in Toronto auf. Ihr Vater stammt aus Schottland und ist Sänger und Musiker. Cindy Dolenc arbeitete auch etwas als Model. Mit 19 Jahren ging sie nach New York und dann nach Los Angeles, wo sie mit 20 in einer Band Blues sang und Schauspielklassen besuchte. Sie wirkte in einem Independentfilm, einer Autowerbung und häufig im Theater mit. Dann übersiedelte sie nach England und spielte die Sally im Bühnenstück Mamet Women von Autor Frederick Stroppel, das Stücke von David Mamet parodiert. Im dramatischen Stück The Hairy Ape von Eugene O’Neill verkörperte sie die Rolle der Mildred Douglas unter der Regie von Rhys Thomas. Zwei Jahre lang lebte und studierte sie in London, wo sie von Regisseur Stanley Kubrick für ihre erste bezahlte Filmrolle gecastet wurde. Sie trat nämlich als Kellnerin im Film Eyes Wide Shut (1999) mit Tom Cruise auf. Sie kehrte nach Los Angeles zurück und dann nach Kanada. Dort erhielt Dolenc ihre erste Fernsehrolle und zwar in der dramatischen Agentenserie Nikita mit Peta Wilson und Roy Dupuis. Sie trat am Ende der vierten und in der fünften Staffel regelmäßig als Kate Quinn auf und ersetzte das Computergenie Birkoff, der von Matthew Ferguson zum Leben erweckt wurde. 
Dolenc lebt in Los Angeles, Kalifornien. Sie stellte Terrin in dem dramatischen Stück North Beach dar. Es wurde am 15. April 2005 in Santa Monica uraufgeführt. Der Autor ist Bill Swadley, und Regisseur war Taylor Nichols. 

## Filmografie
- 1998: Girl X
- 1999: Eyes Wide Shut
- 2000: Love, Lust & Joy
- 2000–2001: Nikita (La Femme Nikita) (14 Folgen) (Fernsehserie)
- 2001: Tracker (Folge: Cloud Nine)
- 2004: June
- 2007: Cul de sac
- 2009: Fire
- 2010: Casino Jack
- 2011: Lola
- 2011: Ana
- 2011: The River Murders
- 2011: Bandwagon (Fernsehserie)
- 2011: Touchdown
- 2022: Navy CIS: L.A. (Fernsehserie, 1 Folge)